# Yūto Horigome (skater)
Yūto Horigome (堀米 雄斗?, Horigome Yūto; Kōtō, 7 gennaio 1999) è uno skater giapponese.
È stato il primo atleta nella storia a vincere due medaglie d'oro alle olimpiadi Tokyo 2020 e Paris 2024 

## Palmarès
- Giochi olimpici

Tokyo 2020:  Oro nello Street.
Parigi 2024:  Oro nello Street.